# متیو راب
متیو راب (انگلیسی: Matheo Raab؛ زادهٔ ۱۸ دسامبر ۱۹۹۸) بازیکن فوتبال است.